# فكتور بوريل
فكتور بوريل (بالروسية: Борель, Виктор Васильевич)‏ هو لاعب كرة قدم بيلاروسي، ولد في 10 مارس 1974 في بتروبافلوفسك في روسيا. لعب مع دينامو مينسك وشاختيور سوليجورسك ونادي غوميل.

## وصلات خارجية
- فكتور بوريل على موقع قاعدة بيانات كرة القدم.إي يو (الإنجليزية)
- فكتور بوريل على موقع Soccerway.com (الإنجليزية)